# Buđanovci
Buđanovci (izvirno srbsko Буђановци) je naselje v Srbiji, ki upravno spada pod Občino Ruma; slednja pa je del Sremskega upravnega okraja.

## Demografija
V naselju, katerega izvirno (srbsko-cirilično) ime je Буђановци, živi 1392 polnoletnih prebivalcev, pri čemer je njihova povprečna starost 40,7 let (39,8 pri moških in 41,6 pri ženskah). Naselje ima 551 gospodinjstev, pri čemer je povprečno število članov na gospodinjstvo 3,19.
To naselje je, glede na rezultate popisa iz leta 2002, večinoma srbsko, a v času zadnjih treh popisov je opazno zmanjšanje števila prebivalcev.
|  |

| Demografija | Demografija     | Demografija     |
| Leto        | Št. prebivalcev | Št. prebivalcev |
| ----------- | --------------- | --------------- |
|             |                 |                 |
|             |                 |                 |
|             |                 |                 |
|             |                 |                 |
| 1948        | 2274            |                 |
| 1953        | 2389            |                 |
| 1961        | 2392            |                 |
| 1971        | 2260            |                 |
| 1981        | 1991            |                 |
| 1991        | 1848            | 1814            |
| 2002        | 1776            | 1757            |
|             |                 |                 |

| Etnična sestava po popisu iz leta 2002 | Etnična sestava po popisu iz leta 2002 | Etnična sestava po popisu iz leta 2002 | Etnična sestava po popisu iz leta 2002 | Etnična sestava po popisu iz leta 2002 |
| -------------------------------------- | -------------------------------------- | -------------------------------------- | -------------------------------------- | -------------------------------------- |
| Srbi                                   | Srbi                                   |                                        | 1.706                                  | 97,09%                                 |
| Romi                                   | Romi                                   |                                        | 31                                     | 1,76%                                  |
| Hrvati                                 | Hrvati                                 |                                        | 7                                      | 0,39%                                  |
| Muslimani                              | Muslimani                              |                                        | 2                                      | 0,11%                                  |
| Madžari                                | Madžari                                |                                        | 1                                      | 0,05%                                  |
| Makedonci                              | Makedonci                              |                                        | 1                                      | 0,05%                                  |
| Bolgari                                | Bolgari                                |                                        | 1                                      | 0,05%                                  |
| Jugoslovani                            | Jugoslovani                            |                                        | 1                                      | 0,05%                                  |
| Neznano                                | Neznano                                |                                        | 6                                      | 0,34%                                  |